# びわこ競艇場
びわこ競艇場（びわこきょうていじょう）は、滋賀県大津市茶が崎にある競艇場である。通称はびわこ競艇、びわこボート（2009年まで）、BOAT RACEびわこ（ボートレースびわこ）、正式な名称は琵琶湖モーターボート競走場である。

## 概要
施行者は滋賀県庁（滋賀県総務部事業課）。現在、全24場の中で唯一、施行者が都道府県である。競走水面が琵琶湖にあり、スタンドからは近江富士（向正面）や琵琶湖大橋・比良山系（2マーク）、近江大橋・浜大津（1マーク）等と琵琶湖のほとんどを眺める事が出来る。モーターは現在番号制となっているが、以前は各モーターに滋賀県および京都市近郊の地名が付けられていた。
キャッチフレーズは「スイリとスリル」。
また、京都府八幡市に競艇場外発売場「ボートピア京都やわた」を開設している。
2020年8月からYouTubeライブ配信番組「ボートレースコロシアム」を毎節全レース配信している。
実況は西山光樹・川村賢治の2人とボートレース住之江非開催時には市岡学と新人の原川恵が担当。

## 沿革
びわこ競艇場が開場したのは1952年（昭和27年）。全国で2番目に公認コースとしてレースが開催された競艇場である（第1号は三重県津市の津競艇場）。琵琶湖国際モーターボート選手審判員養成所（滋賀県）が全国で初めて競艇選手養成機関が設置され、後に連合会の公認養成所となる（1956年10月に廃止）。
マスコットキャラクターはビワコオオナマズの「ビナちゃん」で、黒いナマズ然としたイラストの初代、紫色の2代目を経て、2013年12月4日に3代目のゆるキャラデザインにリニューアルされた。
売上額が最も落ち込んでいた年は181億円であった2005年（平成17年）度で、反対に最も好調であったのは1990年（平成2年）の518億円。1990年からはレジャーの多様化やファンの高齢化によって売り上げが減少していたが、ボートレース界でスマートフォンを用いたインターネット投票が導入されて以降は、業界全体で売り上げが右肩上がりとなり、2018年（平成30年）度は売り上げが382億円となり、2020年度（令和2年度）には舟券売り上げが、前年度比68.4%増の675億3千万円と過去最高になり、総売り上げは全国24場の中で伸び率1位であった。滋賀県一般会計への繰り出金も10億円に大幅に増えた。

## 施設など
予想専門紙として、「競艇ニュース」「競艇ダービー」が発売されている。関西スポーツ5紙（スポーツニッポン・日刊スポーツ・サンケイスポーツ・スポーツ報知・デイリースポーツ）にも予想は掲載されているが、GIII以上のレースおよび各社主催のタイトル戦を除くと、住之江競艇場・尼崎競艇場に比べて割かれている紙面のスペースは著しく小さい。また、販売圏が滋賀県東部に及んでいる中日スポーツにもびわこ競艇の予想が掲載されている。
以前より大津びわこ競輪場でGI高松宮記念杯競輪が同時期に開催されていたことから、SG笹川賞競走の場外発売を行っていなかった。しかし、2009年は高松宮記念杯競輪が6月中旬に移動したことから発売した。

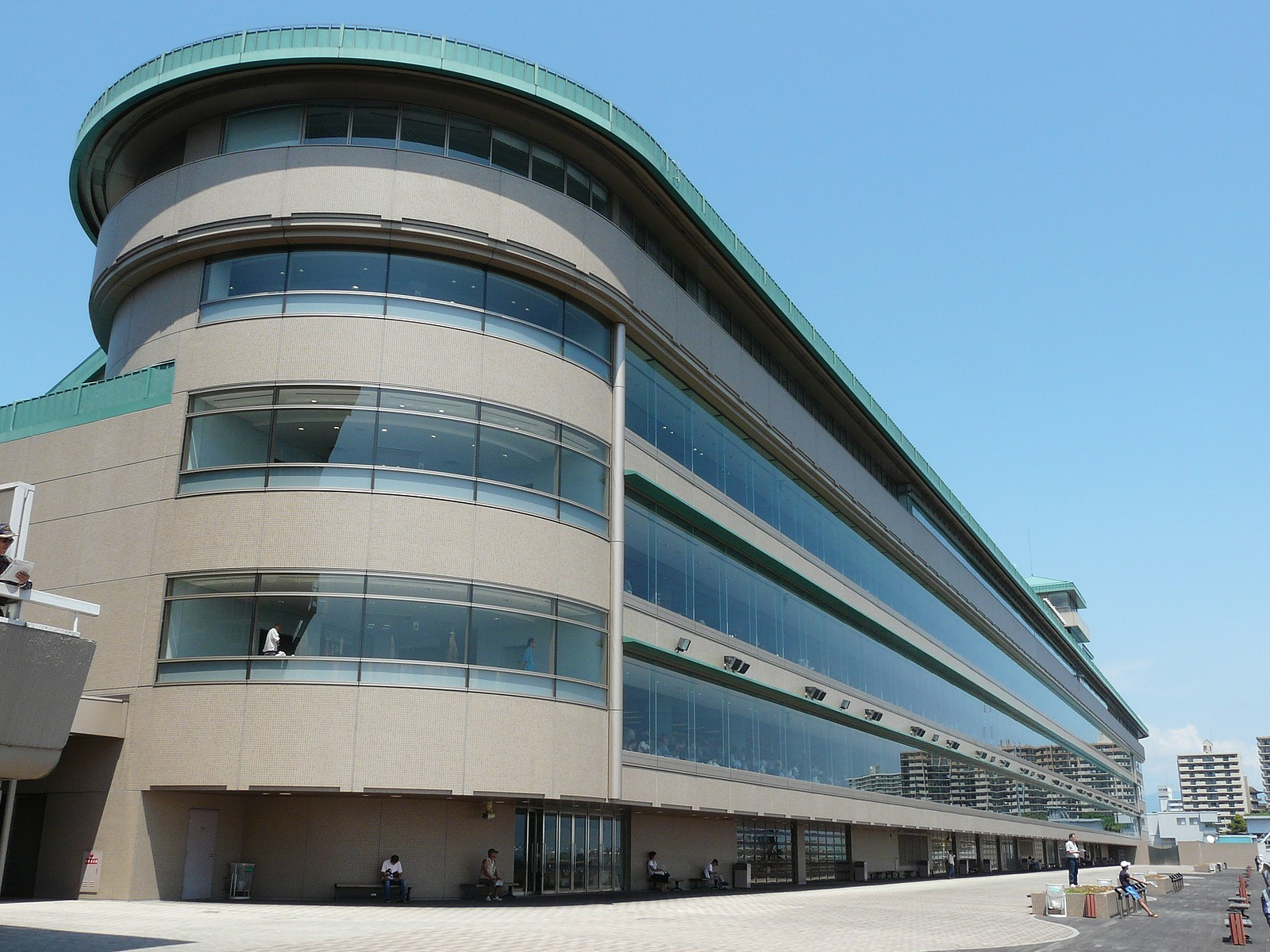
観客席
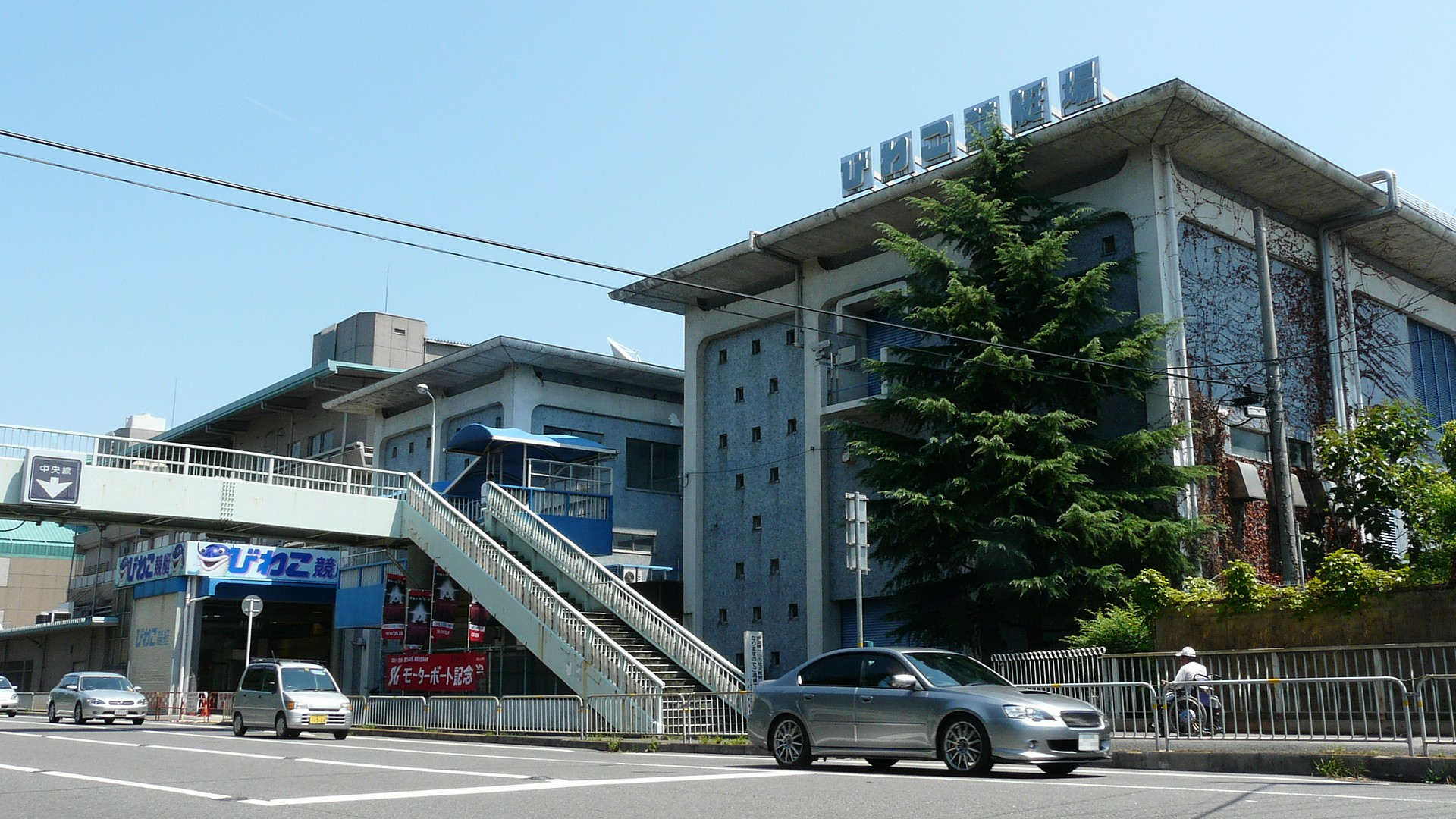
南入口
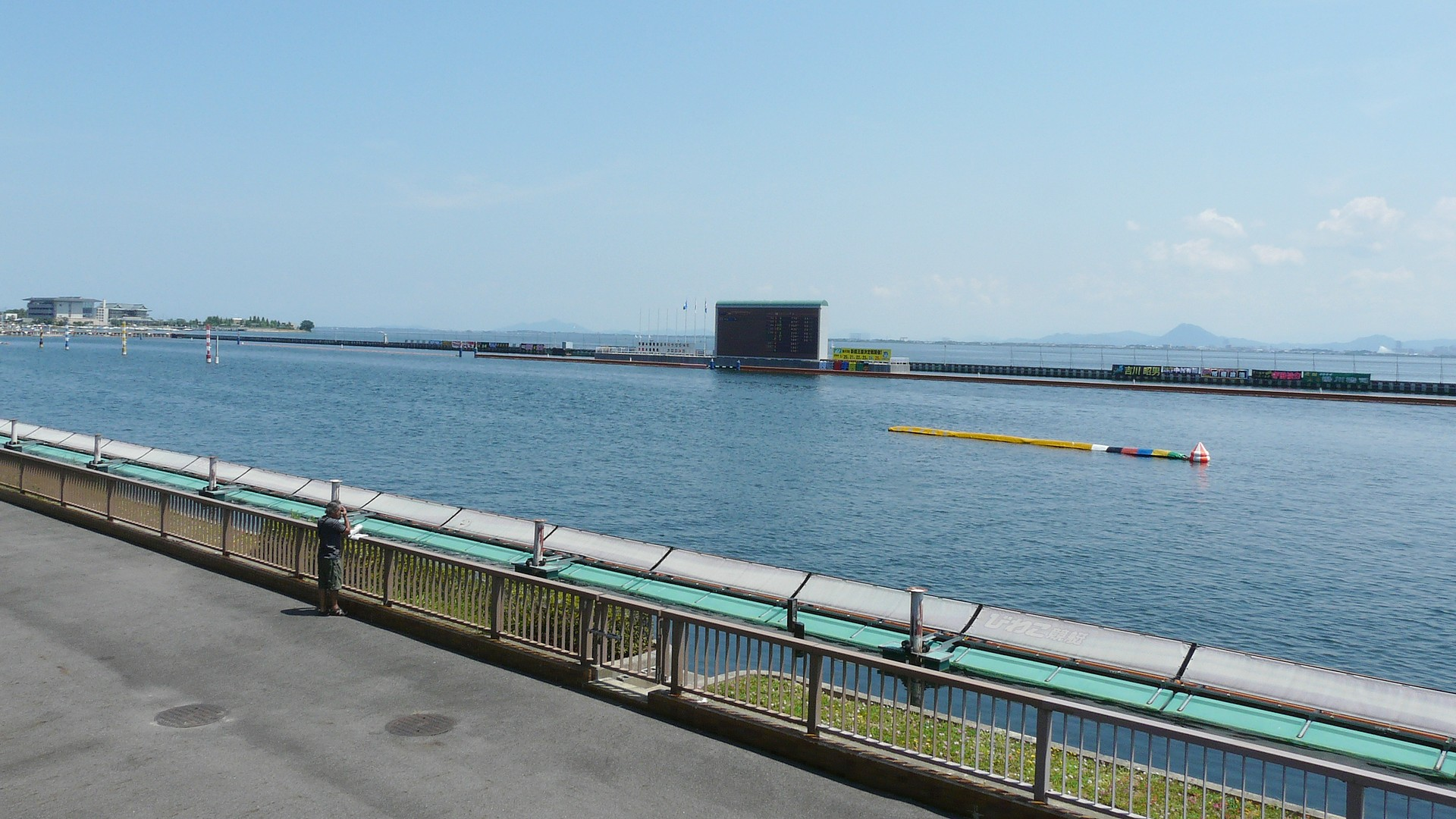
水面
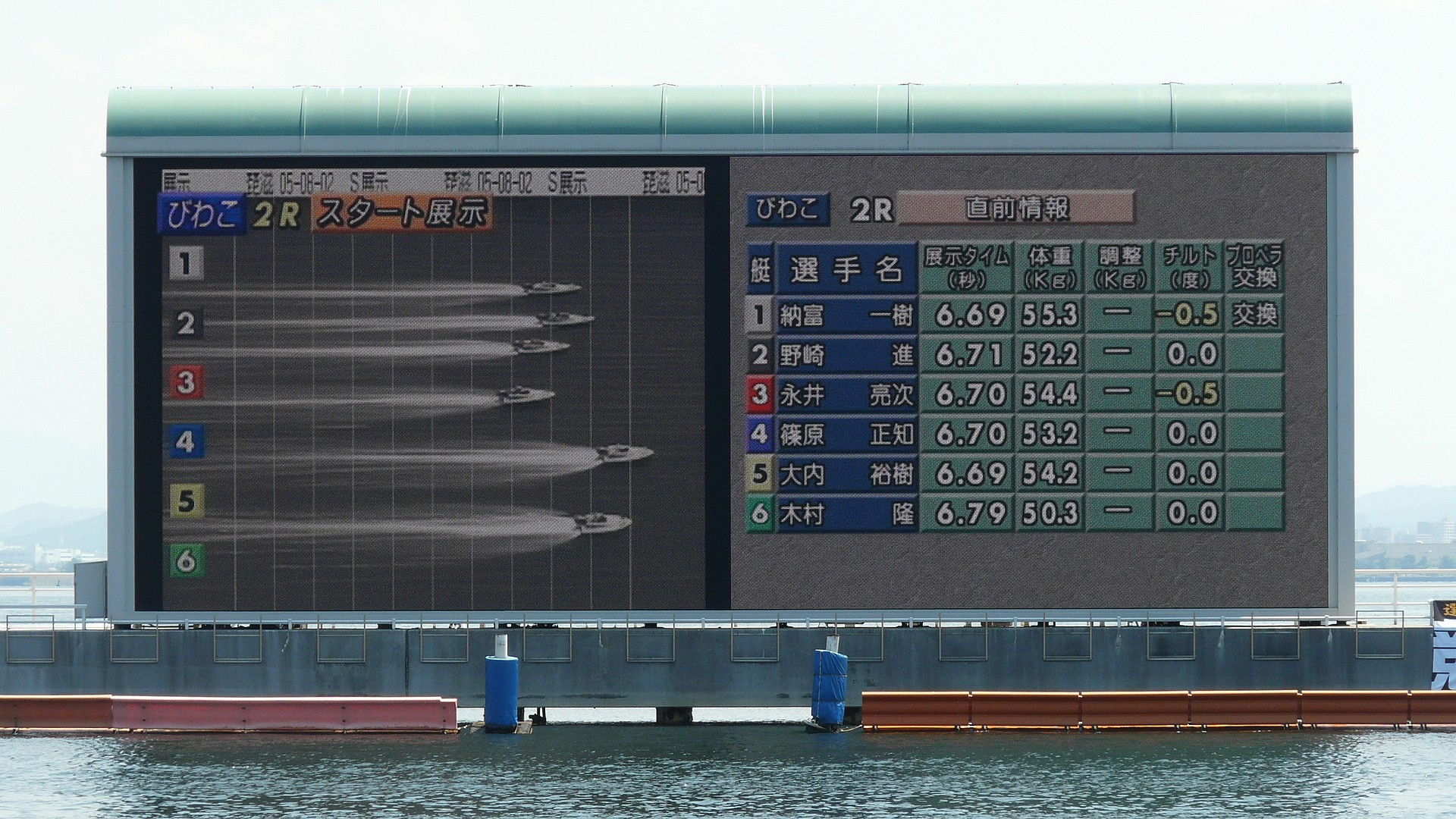
電光掲示板

## 主要開催競走
周年記念 (GI) として、びわこ大賞が行われている。また例年4月頃に「秩父宮妃記念杯」 (GII) を開催。2023年1月にはPG1 BBCトーナメントが初開催された。
企業杯 (GIII) として、2022年度まではキリンカップが行われていたが、2023年度からはつるやパン提供みんな大好き!サラダパン賞を行っている。
新鋭リーグ戦の名称はびわこ新人王決定戦。女子リーグ戦の名称はびわこプリンセスカーニバル。正月には新春滋賀県知事杯争奪戦競走、ゴールデンウィークにはマスコットキャラクターでもあるビナちゃんにちなんでビナちゃんカップ、お盆にはびわこカップが行なわれる。更に2008年からはプロバスケットボールの地元球団・滋賀レイクスターズに因んで滋賀レイクスターズカップが開催されると同時に、びわこ競艇場側も滋賀レイクスターズのオフィシャルスポンサーにもなった。

## 水面の特徴

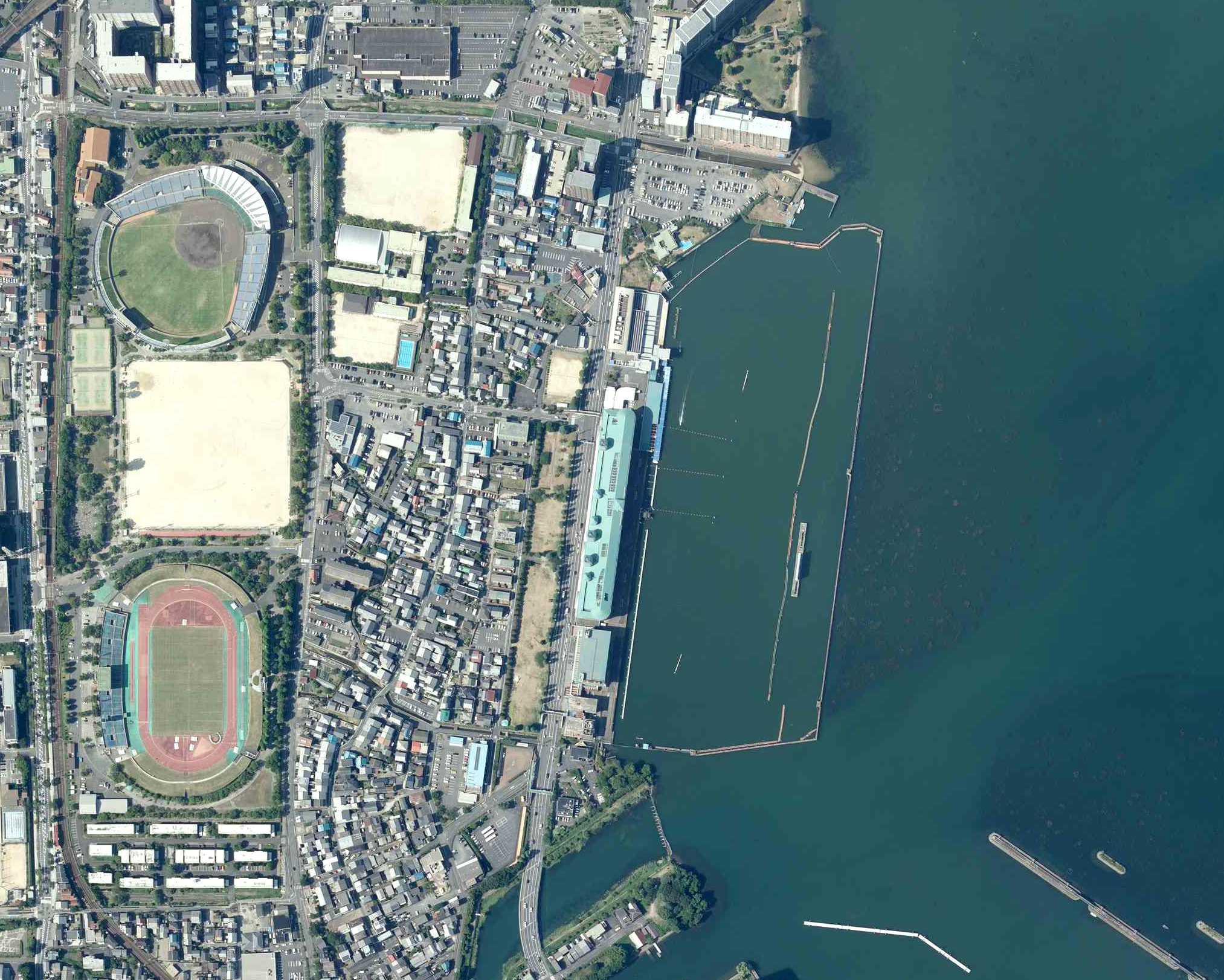
びわこ競艇場周辺の空中写真。2020年8月19日撮影。。

競走水面は湖で、水質は淡水である。海抜85ｍと他の競艇場に比べて高い位置にあるため気圧が低く、特にモーターの出足が落ちる傾向にある。また春先などは、雪解け水の流入による水位上昇やスタンドとは逆の沖の方向からの風、観光船ミシガンから生じる波によって乗り辛くなることから、ターンで流れやすくなり内を差されるケースが多い。出力低減モーター導入前は、1コースの勝率の低さから「全国屈指のイン受難水面」とされていた。
その一方で天候コンディションが良いときはスピード水面でもあり、2012年1月26日には地元の馬場貴也が3周1800メートルでの日本最速レコードとなる1分42秒2を記録した。
出力低減モーター導入後は、シード番組編成の増加や2020年10月の第1ターンマーク移設等もあり、2023年現在のインコースの勝率は50%台後半程度と若干改善されているが、それでもイン逃げが中々決まらないと評価する者も少なからず居り、コース不問で多彩な決まり手が出やすい競艇場と言える。
湖や河川敷、海水などにある競艇場では満潮・干潮の時間がレースの展開を左右することから、満潮・干潮の時間を掲載しているが、琵琶湖沿いにある当競艇場ではその表記がされていない。琵琶湖でも理論上は潮汐現象が現れるが、観測できるほどの水面変化ではない。
2020年10月26日開催より、第一ターンマークの位置が沖合に3メートル移動され、陸側(ホームスタンド)からの距離が47メートルとなった。

## SG開催実績
| 年度 | 競走名                          | 優勝者   | 登番 | 出身 |
| ---- | ------------------------------- | -------- | ---- | ---- |
| 1957 | 第3回モーターボート記念競走     | 貴田宏一 | 976  | 岡山 |
| 2003 | 第6回競艇王チャレンジカップ競走 | 烏野賢太 | 3304 | 徳島 |

## 滋賀支部所属の主な選手
- 守田俊介（3721・京都）
- 馬場貴也（4262・京都）
- 遠藤エミ（4502・滋賀）
- 丸野一樹（4686・京都）

## アクセス
- 京阪電気鉄道石山坂本線大津市役所前駅から徒歩10分[9]
- JR西日本湖西線大津京駅下車徒歩13分、または無料送迎バスで5分[9]
- JR西日本東海道本線（琵琶湖線）大津駅下車、無料送迎バスで7分[9]
- 名神高速道路　大津インターチェンジ・京都東インターチェンジから各15分　無料駐車場あり[9]